# Reus Challenger
Il Reus Challenger è stato un torneo professionistico di tennis giocato su campi in terra rossa. Faceva parte dell'ATP Challenger Series. L'unica edizione si è disputata a Reus in Spagna.

## Albo d'oro

### Singolare
| Anno | Campione               | Finalista         | Punteggio |
| ---- | ---------------------- | ----------------- | --------- |
| 1981 | Jean-François Caujolle | Alejandro Pierola | 7–6, 6–0  |

### Doppio
| Anno | Campioni                 | Finalisti                  | Punteggio     |
| ---- | ------------------------ | -------------------------- | ------------- |
| 1981 | Egan Adams Robbie Venter | Junie Chatman Bruce Derlin | 6–7, 6–4, 6–4 |